# 沖縄県立名護商業高等学校

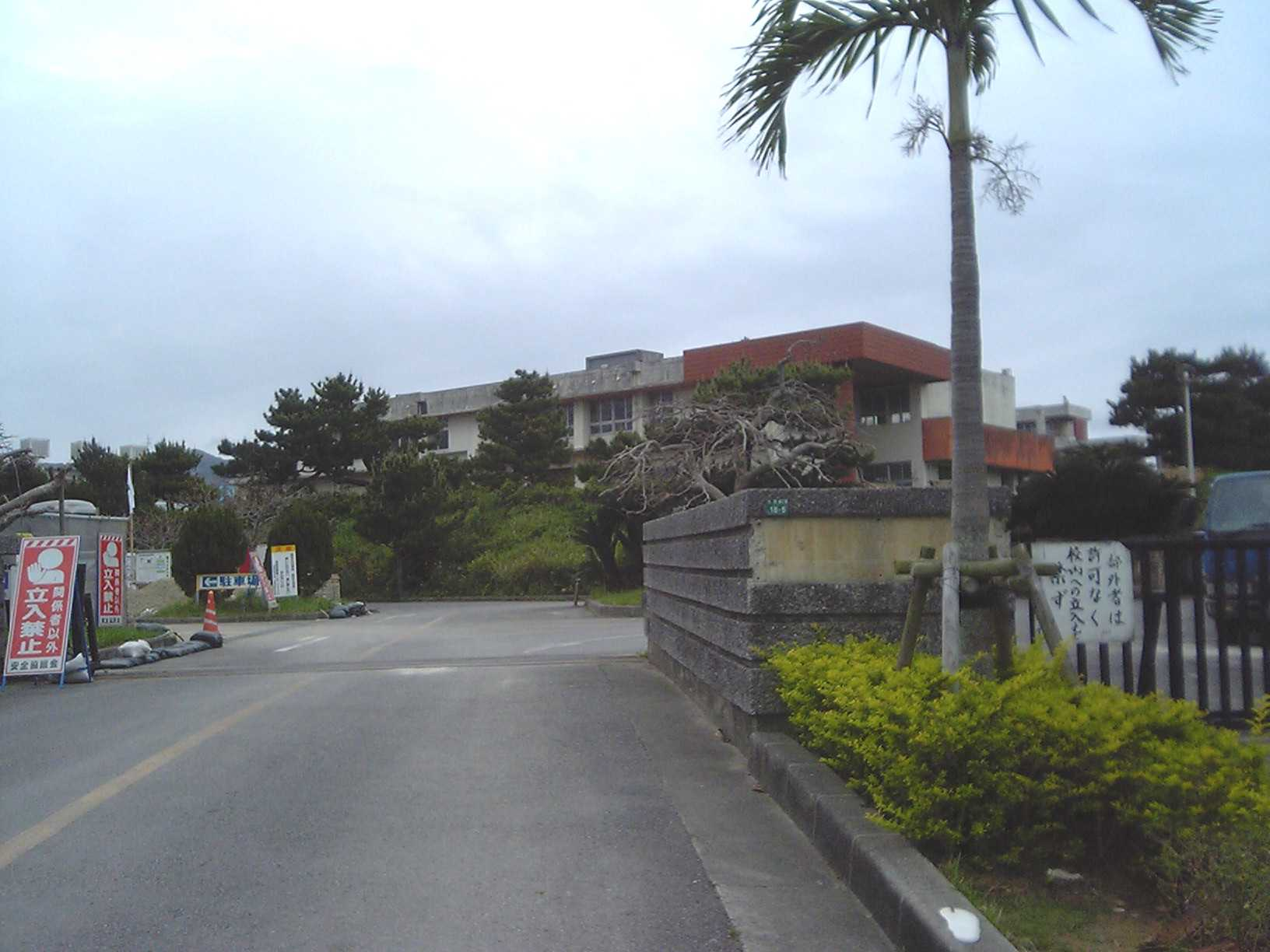
沖縄県立名護商業高等学校

沖縄県立名護商業高等学校（おきなわけんりつ なごしょうぎょうこうとうがっこう）は、かつて沖縄県名護市に所在した県立商業高等学校。
2007年に沖縄県立北部工業高等学校との統合校として開校した沖縄県立名護商工高等学校へ移行した。但し、移行時点での在校生は卒業まで名護商業高校の生徒として扱われた。

## 設置学科
- 商業科
- ファイナンス科
- 情報処理科

## 沿革
- 1982年4月9日 - 開校式、校旗樹立式、第1回入学式挙行。
- 1983年2月25日 - 校歌制定
- 2007年4月 - 北部工業高校と統合、名護商工高校へ移行。
- 2009年3月 - 名護商業として最後の卒業式が行われ、27年の歴史に幕を閉じる。

## 所在地
- 沖縄県名護市大西4丁目18-5

北緯26度36分6.6秒 東経127度58分54.2秒 / 北緯26.601833度 東経127.981722度